# 日本脱カルト協会
日本脱カルト協会 （にほんだつカルトきょうかい、英文名称：The Japan Society for Cult Prevention and Recovery、略称：JSCPR）は、日本の反カルト運動団体。1995年11月に日本脱カルト研究会（英文名称：Japan De-Cult Council）として結成、2004年4月に現在の名称に改称。

## 概要

### 目的
活動の目的は「破壊的カルトの諸問題、カルトに関わる個人および家族へのカウンセリング経験についての交流およびカルト予防策や社会復帰策等の研究をおこない、その成果を発展・普及させること」。

### 構成
心理学者・臨床心理士・精神科医・宗教社会学者などの研究者や専門家にくわえ、カルト問題当事者に関係する家族、宗教家、弁護士などで構成される。組織は研究部会・カウンセラー部会・家族関係者部会に分かれており、会員数は2008年5月時点で170名弱（個人）。新規会員は入会にあたって会員と理事の推薦、さらに互選で選出された理事の構成する理事会の承認を必要とする。代表理事は過去に東邦大学医学部教授で精神科医の高橋紳吾、東北学院大学名誉教授（神学）の浅見定雄、日蓮宗僧侶の楠山泰道が務め、2010年に静岡県立大学准教授の西田公昭が就任した。
会費や出版利益、寄付等による収入で運営されるが、特定団体からの寄付には制限を設けており、また公的援助は受けていない。全国霊感商法対策弁護士連絡会や、個別のカルト問題に対処するための関係者団体、海外の関係団体などと友好的に交流をもつ。

### 活動
内部活動として全体で情報交換や講演会などを行う交流会、各部会での会合をそれぞれ年数回開く。家族等はそれ以外に交流の機会を設けることもあり、またカルト団体への所属経験のある者を対象とした交流会も開催する。対外的には会報の発行、教育機関や官庁への啓発資料の配布にくわえ、シンポジウムや公開講座等を開催する。過去には法務省はじめ関係官庁への要請も行っている。
研究成果として、組織や団体の健全性をチェックできるウェブサイト「集団健康度チェック」を公開している。

## 設立の経緯
1980年代後半からオウム真理教の出家信者と家族の関係などが社会問題化し、これに対処するために弁護士坂本堤が被害対策弁護団を結成、その助言によって当時の信者の親たちが1989年に「親の会」を組織していた。しかしながら事態は収束せずにその後一連のオウム真理教事件が発生し、マインドコントロールや宗教カルトが孕む危険性や被害の深刻さが明るみに出た。これに契機として1995年6月以降、宗教家、弁護士、カウンセラーや精神科医、社会心理学者らが独自に交流をもって情報交換を始め、これを母体として同年11月に設立された。

## 理事・顧問
以下、任期：2024年4月～2026年3月。
代表理事
西田公昭(立正大学心理学部教授)
理事
久保内浩嗣（弁護士）事務局長を兼任
川上靖恵（宗教者）
鈴木エイト（ジャーナリスト・作家）
高杉葉子（臨床心理士・公認心理師）
竹迫之（宗教者）
溪英俊（宗教者）
塚田穂高（研究者）
平野学（臨床心理士）
平野喜之（宗教者）
藤田庄市（ジャーナリスト）
北條悟（宗教者）
山口貴士（弁護士）
顧問
川島堅二（東北学院大学大学院文学研究科教授、恵泉女学園大学元学長）
楠山泰道(立正福祉会家庭児童相談室)
櫻井義秀(北海道大学大学院教授)
永岡英子
その他
- 永岡弘行（元理事）
- 杉本誠（元理事）[3]
- 浅見定雄（元顧問）

## 刊行物
- 日本脱カルト協会（浅見定雄、櫻井義秀、西田公昭、山口貴士、杉本誠ほか）『カルトからの脱会と回復のための手引き』遠見書房、2009年2月10日。ISBN 978-4904536018。